# Hasta el cielo
Hasta el cielo (bra: Até o Céu) é um filme thriller policial espanhol de 2020 dirigido por Daniel Calparsoro, estrelado por Miguel Herrán, Luis Tosar, Carolina Yuste, Asia Ortega, Patricia Vico, Fernando Cayo, Richard Holmes, Ayax Pedrosa e Dollar Selmouni.

## Sinopse
Depois de se apaixonar por Estrella, o mecânico Ángel sai do subúrbio de Madrid para um mundo de roubos e vira alvo de um detetive implacável.

## Elenco
- Miguel Herrán como Ángel "Angelito"[2]
- Carolina Yuste como Estrella[2]
- Fernando Cayo como Duque[2]
- Luis Tosar como Rogelio[2]
- Asia Ortega como Sole[2]
- Richard Holmes como Poli[3]
- Patricia Vico como Mercedes[4]
- Ayax Pedrosa como Motos[5]
- Dollar Selmouni como Gitano[5]
- Ramseys como Nando[5]
- Carlytos Vela como Pintas[5]
- Jarfaiter como Toño[5]

## Produção
Produzido por Vaca Filmes, com participação adicional de RTVE, Movistar+, Telemadrid, Canal+ e Netflix e apoio de ICAA e Programa Media. O filme teve um orçamento de 4 milhões de euros. Universal Pictures International Spain foi o distribuidor do filme. O filme foi dirigido por Daniel Calparsoro enquanto o roteiro foi de autoria de Jorge Guerricaechevarría.
As filmagens de oito semanas começaram em setembro de 2019 em Madrid. Os locais de filmagem incluíram Madrid, Valência e Ibiza. O filme foi lançado em 18 de dezembro de 2020.

## Ligações Externas
- Hasta el cielo. no IMDb.